# Самохвалово (станция)
Самохва́лово (укр. Самохвалове) — грузовая и пассажирская железнодорожная станция в Крыму. Расположена между станциями Почтовая и Бахчисарай в Бахчисарайском районе Крыма. Остановочный пункт электричек Севастопольского направления и некоторых пассажирских поездов. Основное предназначение станции — грузовая, вывоз строительного альминского камня-известняка, а также сортировочный разъезд для Бахчисарайского комбината «Стройиндустрия». Ближайшее к станции село Глубокий Яр, в 1 километре.

## История
Станция была открыта в 1895 году. Согласно «Памятной книжке Таврической губернии на 1900 год», на платформе Шакул совершали пятиминутную остановку Севастопольский почтовый поезд № 3 и товарно-пассажирский № 7 с вагонами I, II и III классов; в Статистическом справочнике Таврической губернии. Ч.1-я. Статистический очерк, выпуск шестой Симферопольский уезд, 1915 год в Тав-Бадракской волости Симферопольского уезда числился полустанок Шакул на земле, принадлежащей городу Бахчисараю. Обозначена, как «ст. Шакул» и на карте 1922 года, в Списке населённых пунктов Крымской АССР по Всесоюзной переписи 17 декабря 1926 года разъезд Шакул (записанный в одной строке с селом) административно входил в состав Базарчикского сельсовета Симферопольского района. Весной 1942 года на разъезде базировались три 280-мм железнодорожные артиллерийские установки типа «Бруно», выдвигаясь оттуда для обстрелов Севастополя. В 1952 году станция Шакул была переименована в Самохвалово, в честь уроженца села Шакул, Героя Советского Союза Николая Самохвалова.